# William Croft
William Croft (ur. 30 grudnia 1678 w Ettington, zm. 14 sierpnia 1727 w Bath) – angielski kompozytor i organista.
Urodził się w dworze rodzinnym w Ettington, w hrabstwie Warwick. Kształcił go muzycznie najwybitniejszy ówcześnie kompozytor brytyjski i dyrektor Chapel Royal John Blow.
W 1707 roku przejął posadę Master of the Children w kaplicy królewskiej (Chapel Royal) po zmarłym Jeremiahu Clarke'u.
Jeden z jego hymnów St Anne zawierał tak porywający temat muzyczny, że wykorzystał go w jednym ze swych dzieł Georg Friedrich Händel.
Jest wielce prawdopodobne, że Croft skomponował Te Deum D-dur i Jubilate D-dur na nabożeństwo dziękczynne z okazji zwycięstwa księcia Marlborough nad Francuzami w bitwie pod Malplaquet. Z okazji pokoju w Utrechcie w 1713 roku skomponował dwie ody „With Noise of Cannon” i „Laurus cruentas” opublikowane jako Musicus apparatus academicus w 1715 roku. W 1724 roku Croft wydał zbiór muzyki kościelnej: Musica Sacra.
Skomponował muzykę na pogrzeb królowej Anny I Stuart (1714) i na koronację Jerzego I (1715).